# CRKSV Jong Holland
El CRKSV Jong Holland (nom complet Curaçaose Rooms Katholieke Sport Vereiniging Jong Holland) és un club de futbol de la ciutat de Willemstad, a Curaçao. Va ser fundat el 15 de juliol de 1919.

## Palmarès
- Lliga de Curaçao de futbol:[1]
  - 1926, 1928, 1932, 1936, 1938, 1940, 1944, 1949, 1950, 1952, 1960, 1978, 1981, 1999, 2018, 2021, 2022

- Campionat de les Antilles Neerlandeses de futbol:[2]
  - 1960, 1976-77, 1977-78, 1981-82